# Dakotowie
Dakotowie, Dakoci, Siuksowie, Lakoci („sprzymierzeni”, „przyjaciele”) – siedem plemion Indian Ameryki Północnej z obszaru Wielkich Równin, posługujących się dialektami dakota, lakota i nakota. Dzielą się na trzy grupy: wschodnią Santee, środkową Yankton i zachodnią Teton.

## Nazwy
Wspólna nazwa oznaczająca „sprzymierzeni”, „przyjaciele”, była wymawiana w dialekcie Santee, z rodziny języków siouańskich, jako Dakota, w dialekcie Teton jako Lakota, a w dialekcie Yankton jako Nakota. Wszystkie 13 odłamów Indian posługujących się dialektami Dakota/Lakota/Nakota było określanych mianem Oceti Sakowin (Siedem Ognisk Rady), co odnosiło się do politycznego podziału na siedem plemion. W języku polskim przyjętą nazwą dla wszystkich tych grup jest Dakotowie lub Siuksowie. W języku angielskim stosowana jest nazwa Sioux, Dakota lub – rzadziej – Lakota.
Nazwa Siuksowie dotyczy wszystkich Dakotów/Lakotów/Nakotów. Została ona wprowadzona przez Francuzów, którzy najpierw przekręcili algonkiańską nazwę Dakotów „Nadowe-is-iw” (czyli małe żmije, jak nazywali Dakotów wrodzy im Czipewejowie) do fr. Nadoussioux, a następnie skrócili do Sioux.

## Wczesna historia i teren zamieszkiwania

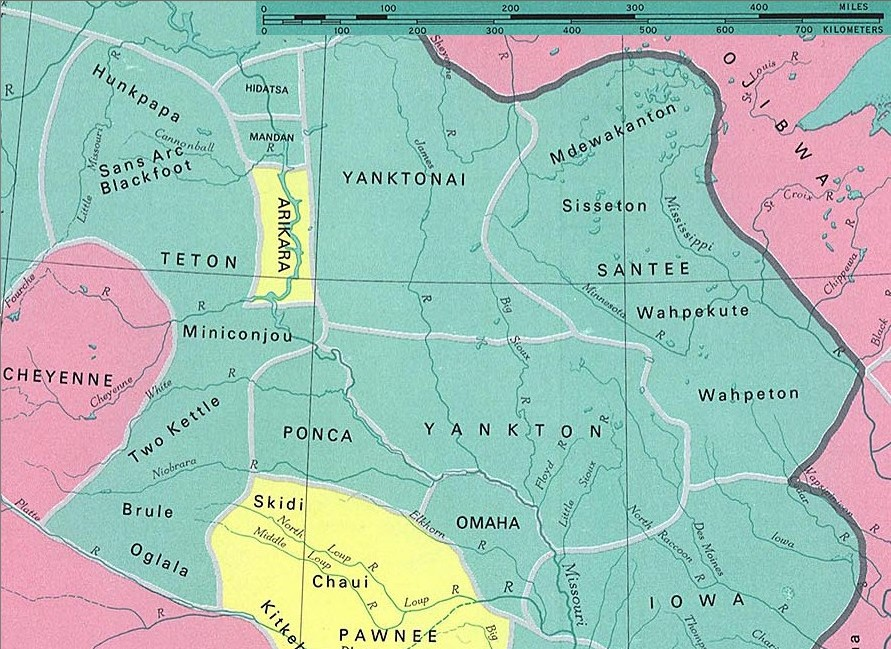
Rozmieszczenie plemion Dakotów przed kolonizacją amerykańską

W czasach odkrycia Ameryki przez Krzysztofa Kolumba lud Dakota zamieszkiwał południowo-wschodnie tereny obecnych Stanów Zjednoczonych, pierwotną siedzibą indian dakota była kraina Catawba. W XVII wieku osiedli w okolicach górnego biegu Missisipi i Wielkich Jezior. Pierwsze wzmianki o Dakotach (jako Nadewisou) zostały zanotowane przez francuskich misjonarzy w 1640 roku. Toczyli oni wówczas stałe wojny z Czipewejami (Odżibwejami). W walkach tych Czipewejowie uzyskali przewagę dzięki użyciu broni palnej, kupowanej od białych, na skutek czego około połowy XVIII wieku Dakotowie zostali wyparci na zachód, najpierw do Kraju Ohio, gdzie zamieszkiwali duże osady o charakterze rolniczym, a następnie na Wielkie Równiny.
Po migracji, Dakotowie podzielili się na trzy zgrupowania: Teton, Yankton i Santee. Najdalej na zachód wyemigrowali Tetoni, przekraczając Missouri i opierając się o Góry Czarne, skąd wyparli Szejenów i Kiowa. Na wschodzie, nad górną Missisipi pozostali Dakotowie Santee. Siedem plemion Dakotów tworzyło wspomniany związek „siedmiu ognisk rady” (plemiona: Mdewakanton, Wahpeton, Wahpekute, Sisseton, Yankton, Yanktonai i Teton). Yanktonai dzielili się jeszcze na Górnych (Pah Baxah, Wahzecootai i Gens Perchez) i Dolnych (Hukpatina i Assiniboin). Do Tetonów zalicza się plemiona: Se chong hhos, Hunkpapa, Miniconjou, Oglala, Oohenonpa, Etas epe cho i Sihasapa (Dakota Czarne Stopy – różne od Czarnych Stóp właściwych).
Tetoni prowadzili wędrowny tryb życia, zajmując się głównie polowaniami na bizony, dostarczające pożywienia, ubrania i skór na namioty tipi. Bardziej osiadli Dakotowie Santee oprócz sezonowych polowań na bizony, zajmowali się częściowo rolnictwem i zbieractwem (m.in. tzw. dzikiego ryżu) i mieszkali w drewniano-ziemnych chatach. Początkowo jako zwierzęta juczne wykorzystywano psy, później konie.

## Historia w XIX wieku
Podczas wojny amerykańsko-brytyjskiej w 1812 roku Dakotowie walczyli po stronie Brytyjczyków. Traktat pokojowy między Dakotami a amerykańskim rządem podpisano w lipcu 1815 roku. Traktatem z sierpnia roku 1825 wyznaczono granicę między nimi i innymi plemionami a Stanami Zjednoczonymi. Na jego mocy Dakotowie posiadali znaczną część obecnych stanów Minnesota, Dakota Południowa i Północna, Wisconsin, Iowa, Missouri i Wyoming. Ponownie granicę zrewidowano traktatem z 17 września 1851 roku. Dakotowie Santee zostali wówczas zmuszeni do sprzedaży większości swoich terytoriów za 1 665 000 USD, zachowując rezerwat na obu brzegach rzeki Minnesoty. W roku 1858 Senat amerykański ograniczył rezerwat w Minnesocie jedynie do południowego jej brzegu.

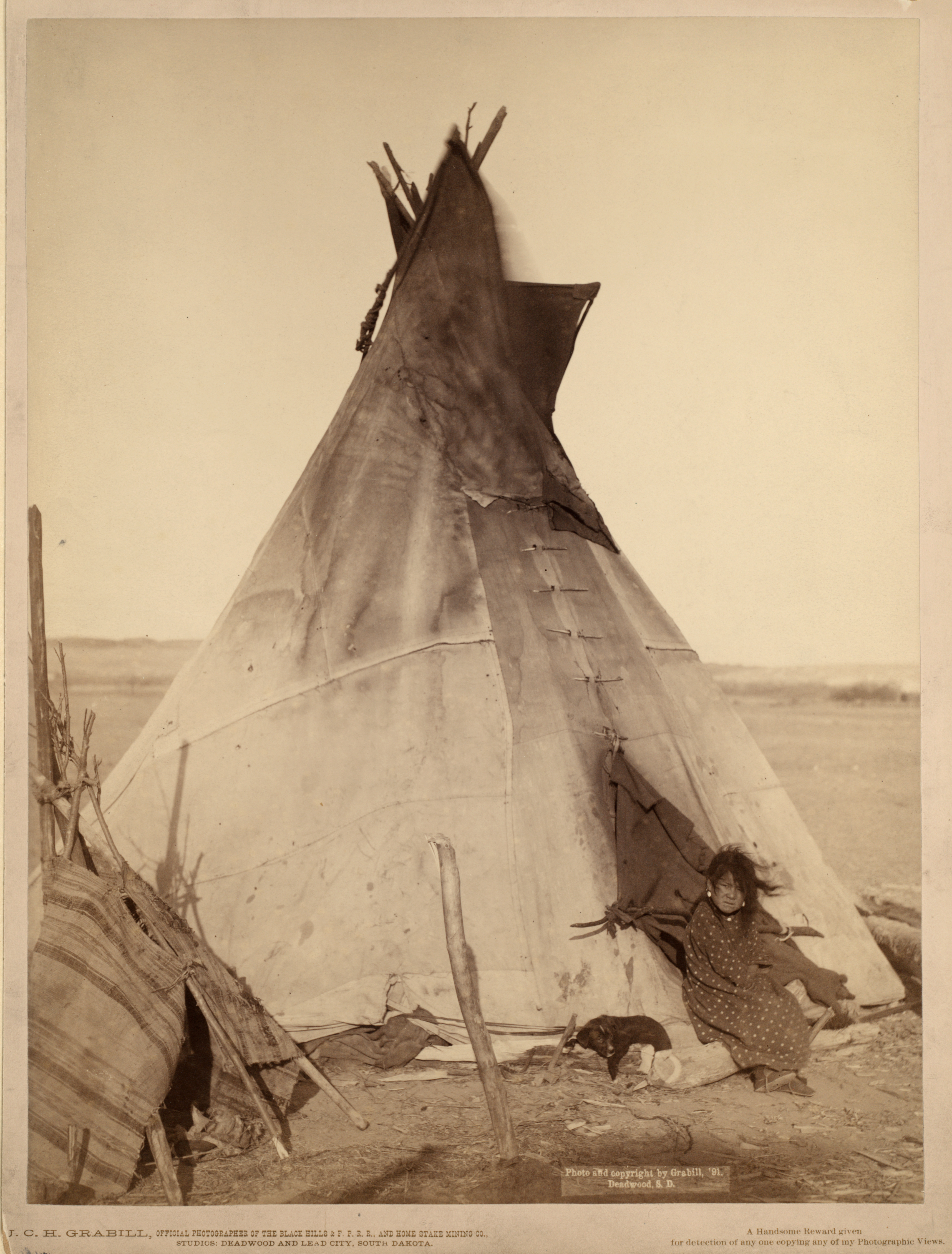
Tradycyjne tipi Oglalów

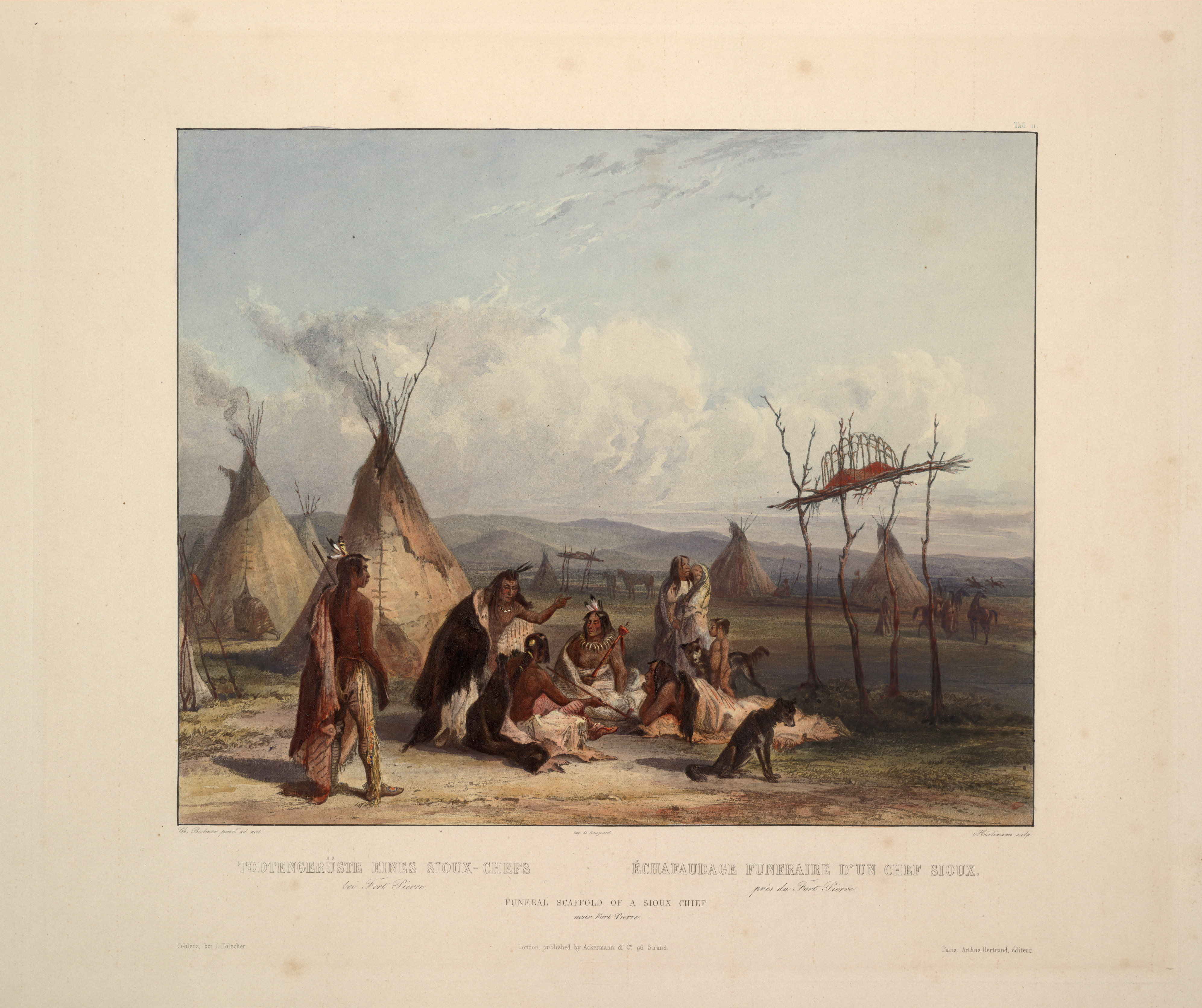
Rusztowanie pogrzebowe; obraz autorstwa Karla Bodmera

Wynikiem rugowania Dakotów z ich ziem i narzucania im obcego stylu życia były konflikty z białą ludnością. Do pierwszego poważnego starcia, w którym zostało zabitych 30 żołnierzy amerykańskich, doszło w 1854 roku w okolicy Fort Laramie w Wyoming. W odwecie 3 września 1855 roku armia amerykańska zaatakowała wioskę Dakotów w Nebrasce, zabijając 100 mężczyzn, kobiet i dzieci. W roku 1862 doszło do krwawego powstania Santee, pod wodzą Taoyateduty (Małego Kruka, ang. Little Crow) w Minnesocie. W wyniku powstania zginęło około 80 żołnierzy i 70–100 wojowników. Dakotowie zamordowali także około 700 osadników, w większości kobiet i dzieci. Już po zakończeniu walk, w grudniu 1862 roku, dokonano egzekucji 38 Dakotów oskarżonych o zbrodnie wojenne.
Na zachodzie w połowie XIX wieku w posiadaniu Indian znajdowało się całe terytorium od zachodnich brzegów Missisipi do Gór Skalistych i do granic Teksasu na południu. Od roku 1851 rząd amerykański zaczął na podstawie traktatu z Fort Laramie wyznaczać szlaki przez terytorium Indian. Kiedy jednak Amerykanie próbowali przeprowadzić szlak z Fortu Laramie do Montany (szlak Bozemana), doszło (w latach 1866–1867) do wojny z Dakotami Teton, którymi przewodził wódz Maȟpíya Lúta (Czerwona Chmura, ang. Red Cloud). Zakończona została traktatem z 1868 roku, gwarantującym Dakotom na zawsze Góry Czarne. Jednakże w latach 70. XIX wieku odkryto w Górach Czarnych złoto, które ściągnęło tam masy poszukiwaczy i górników. Spotykało się to z oporem Indian, którzy uważali Góry Czarne za święte miejsce. Gdy Dakotowie odmówili sprzedaży Gór Czarnych, na teren ten wysłano przeciw Indianom armię amerykańską. W rezultacie 25 czerwca 1876 roku doszło do bitwy nad Little Bighorn, w której sprzymierzeni wojownicy Teton Dakotów i mniejsze ilości Yankton i Santee Dakotów oraz Szejenów, dowodzeni m.in. przez Tȟašúŋke Witkó / Tashunki Uitko (Szalonego Konia, ang. Crazy Horse) i Tȟatȟáŋki Íyotake / Tatanki Yotanki (Siedzącego Byka, ang. Sitting Bull), unicestwiły część pułku kawalerii amerykańskiej, dowodzonego przez płk George’a Custera. Opór Dakotów został jednak następnie złamany i zmuszeni zostali do oddania Gór Czarnych i okolicznych ziem oraz do osiedlenia się w 5 rezerwatach: Pine Ridge, Rosebud, Cheyenne River, Standing Rock i Lower Brule.
Ostatnia próba powstania w latach 1890–1891, związana z rozprzestrzenianiem się wśród Dakotów mistycznego Tańca Duchów, została krwawo stłumiona. Nad strumieniem Wounded Knee w rezerwacie Pine Ridge w grudniu 1890 roku, amerykańscy żołnierze zabili od 150 do 370 Dakotów z grupy wodza Wielkiej Stopy (Big Foot) z plemienia Miniconjou.

## Dakotowie obecnie
Obecnie Dakotowie Teton zamieszkują m.in. w Dakocie Północnej i Dakocie Południowej. Nakota są najmniejszą grupą, zamieszkującą m.in. rezerwat Yankton w Dakocie Południowej, a Dakotowie Santee mieszkają m.in. w rezerwatach w Minnesocie i Nebrasce. Większość Dakotów mieszka dziś poza rezerwatami, zwykle w największych amerykańskich miastach, ale wielu z nich zachowuje swoją tożsamość plemienną i elementy tradycyjnej kultury, utrzymując silne związki rodzinne i plemienne, i okresowo odwiedzając krewnych i przyjaciół w rezerwatach.

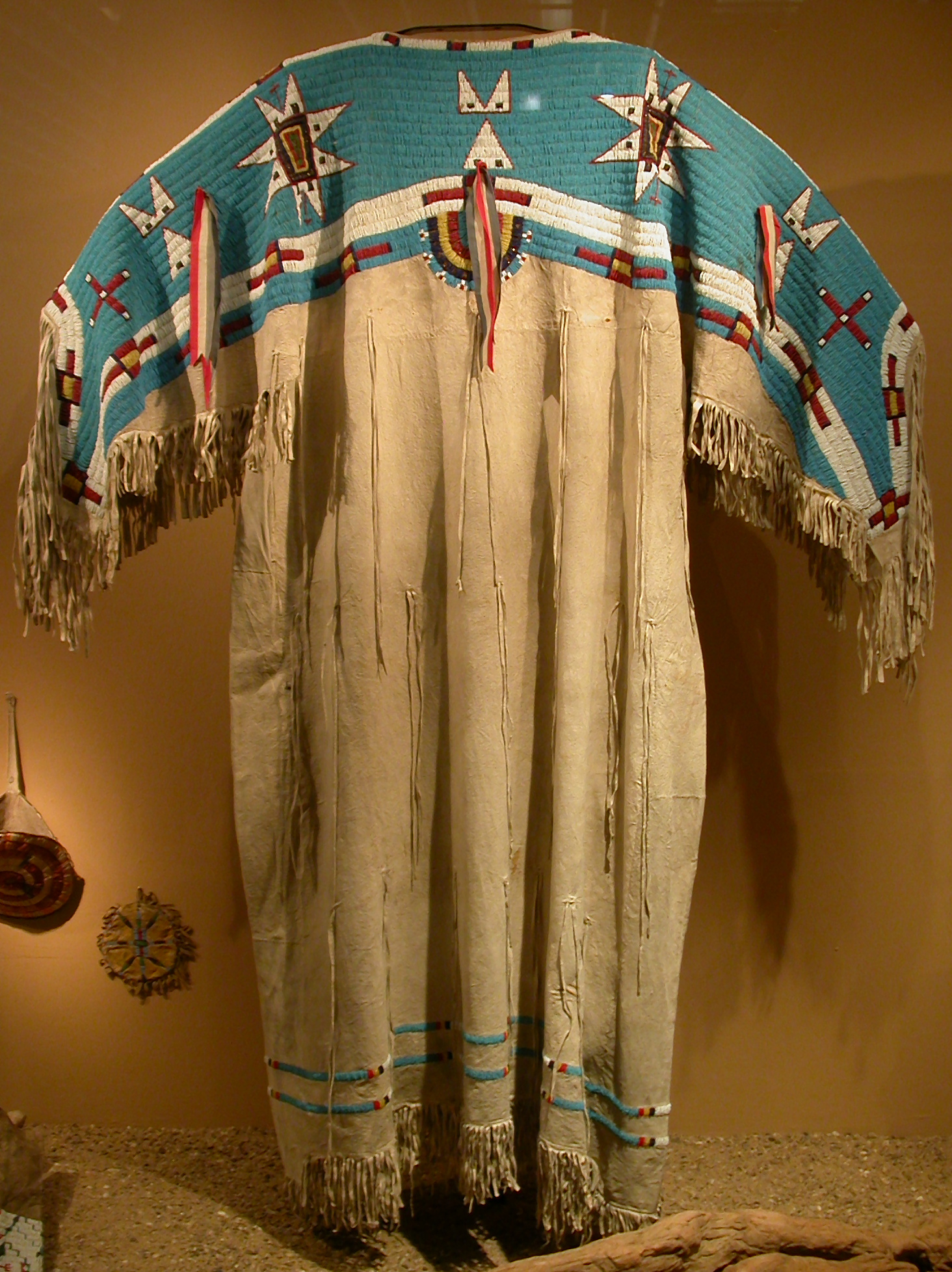
Tradycyjny ubiór kobiecy

Rezerwat Pine Ridge w Dakocie Południowej jest drugim co do wielkości indiańskim rezerwatem w USA, a zarazem jednym z najbiedniejszych okręgów w całym kraju. Bardzo wysokie bezrobocie, niski poziom oświaty i opieki zdrowotnej, a także alkoholizm, narkomania, przemoc i złe nawyki żywieniowe to podstawowe problemy społeczne tego (i wielu innych) rezerwatów. Jednocześnie pozostaje on ośrodkiem kultywowania i odradzania dawnych tradycji, obrzędów, języka i religii Dakotów (Taniec Słońca, pow-wow itp.), przyciągającym coraz więcej turystów i badaczy kultur indiańskich. Władzę samorządową w rezerwacie sprawują (zgodnie z Ustawą o reorganizacji Indian z 1934 roku) Rada Plemienna (wybierana co dwa lata w głosowaniu) oraz plemienny sąd i policja, nadzorowane przez Biuro do spraw Indian (ang. Bureau of Indian Affairs).
W wyborach do Rady Plemiennej w 2004 pierwszą kobietą – przewodniczącą Rady Plemiennej w rezerwacie Pine Ridge – została pielęgniarka Cecilia Fire Thunder, która pokonała lakockiego działacza Ruchu Indian Amerykańskich (AIM) i znanego aktora Russella Meansa. Means przegrał także kolejne wybory do władz plemiennych w 2006 r.
19 grudnia 2007 Russell Means i inni działacze z plemienia Lakotów ogłosili, że zrywają jednostronnie traktaty, zawarte ponad 150 lat temu z amerykańskim rządem i zamierzają stworzyć niezależne państwo – Republika Lakocka. Tej odnotowanej przez liczne media manifestacji niewielkiej grupy lakockich aktywistów nie poparły jednak żadne formalne władze plemienia.

## Liczebność
W 1990 populacja Dakotów w Stanach Zjednoczonych liczyła około 100 tysięcy, a w Kanadzie – 10 tysięcy.
Według danych U.S. Census Bureau, podczas spisu powszechnego w 2000 roku 108 272 obywateli USA zadeklarowało, że jest pochodzenia wyłącznie Sioux (z różnych grup), zaś 153 360 oświadczyło, że ma pochodzenie wyłącznie lub między innymi Sioux (z różnych grup). Podczas spisu nie zbierano danych dotyczących przynależności do historycznej grupy Dakotów.

## Plemiona

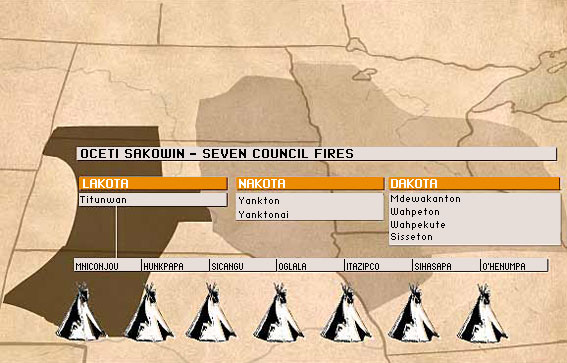
Historyczny podział Dakotów, Nakotów i Lakotów

Naród Dakotów dzielił się na trzy grupy, które z kolei dzieliły się na poszczególne plemiona.
- wschodnia grupa Santiowie (Dakota)
  - Mdewakantonwan (Mdewkanton)
  - Sisitonwan (Sisseton)
  - Wahpekute
  - Wahpetonwan (Wahpeton)
- środkowa grupa (Dakota)[14]
  - Ihanktonwan (Yankton)
  - Ihanktonwana (Yanktonai lub Mały Yankton)
    - Górni Yanktonai
    - Dolni Yanktonai
- zachodnia grupa Teton (Lakota)
  - Oglala (główna grupa Teton)
    - klany: Payabya, Tapisleca, Kiyaksa, Wajaje, Itesica, Oyuhpe, Wagluhe

  - Sihasapa (Blackfoot Sioux – Czarne Stopy Dakota)
  - Sichangu (Se chong hhos, fr.: Brulé)
    - Górni Brule
    - Dolni Brule

  - Hunkpapa
  - Miniconjou
  - Itazipacola (Etas epe cho, fr.: Sans Arcs, ang. Without Bows, No Bows)
  - Oohenonpa (ang.: Two Kettle)

## Znane postacie
- Santee:

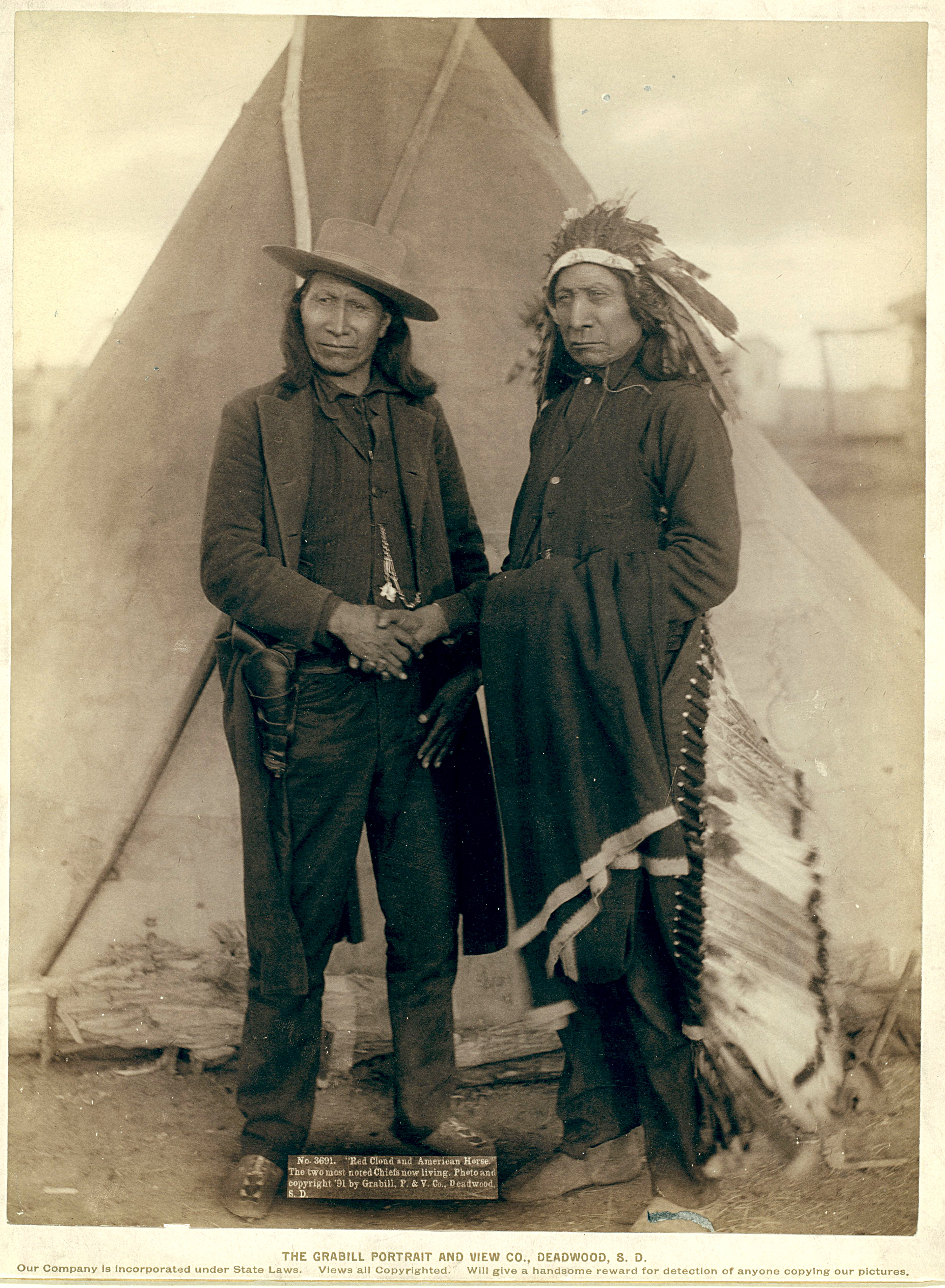
wodzowie Czerwona Chmura oraz Amerykański Koń

  - Mdewakanton: Taoyateduta (Little Crow, Mały Kruk lub Mała Wrona)
- Yankton: Waneta
- Teton:
  - Oglala: Mahpiya Luta (Czerwona Chmura, Red Cloud), Tashunka Witko (Szalony Koń, Crazy Horse), Tasunkakokipapi, Boją Się Nawet Jego Koni, They-fear-even-his-horses), Wasechun-Tashunka (Amerykański Koń, American Horse), Kopiący Niedźwiedź (Kicking Bear)
  - Hunkpapa: Tatanka Yotanka (Siedzący Byk, Sitting Bull), Wroni Król (Crow King), Deszcz w Twarz (Rain in the Face), Pizi (Gall)
  - Miniconjou: Sitanka (Wielka Stopa, Big Foot), Hump
  - Itazipacola (No Bows, Bez Łuków): Wambli Gleska (Cętkowany Orzeł, Spotted Eagle)
  - Brule: Niski Byk (Short Bull)